# ناريمان علي
ناريمان علي (مواليد 29 سبتمبر 1998) هي لاعبة سباحة إيقاعية مصرية، مثّلت مصر في أولمبياد ريو دي جانيرو 2016 وحلت مع منتخب مصر في المركز السابع.

## روابط خارجية
- ناريمان علي على موقع أوليمبيديا (الإنجليزية)